# NGC 422
NGC 422 är en öppen stjärnhop i Lilla magellanska molnet i stjärnbilden Tukanen. Den upptäcktes den 21 september 1835 av John Herschel.